# Дзимботё

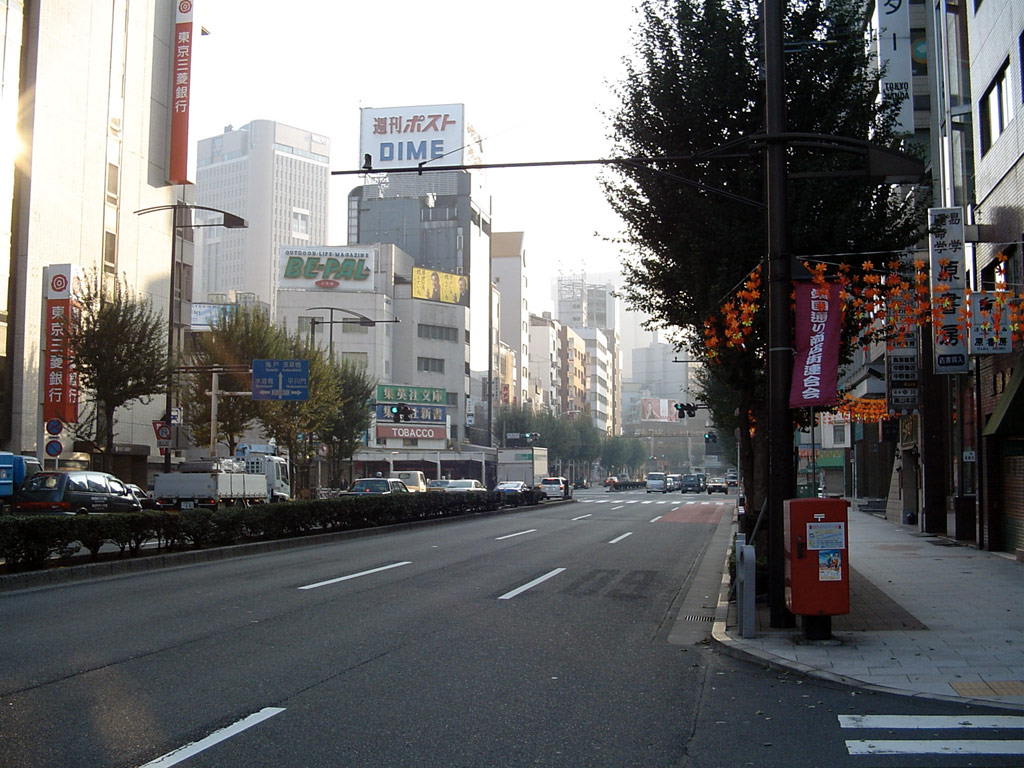
Дзимоботё, ноябрь 2004

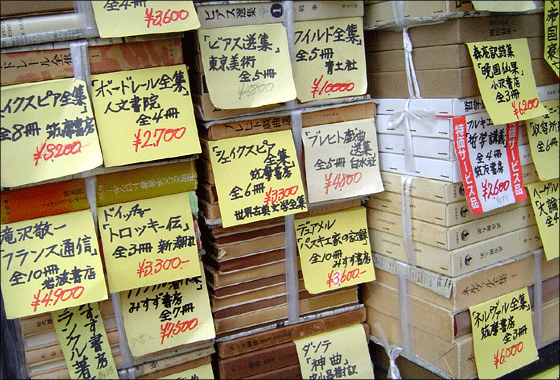
Осенняя книжная ярмарка в Дзимботё

Дзимботё (яп. 神保町) — квартал Токио в специальном районе Тиёда, известный многочисленными издательствами и книжными магазинами, а также сувенирными лавками и магазинами антиквариата.
Центр квартала Дзимботё находится на пересечении Ясукуни-дори и Хакусан-дори, перед железнодорожной станцией Дзимботё, через которую проходят линия Синдзюку, линия Мито и линия Хандзомон.
В Дзимботё находятся престижный Токийский книжный клуб и Общество сохранения литературы, на расстоянии пешеходной доступности от квартала расположен ряд крупных токийских университетов, в том числе Нихон, Сэнсю , Мэйдзи, Хосэй и Дзюнтэндо. В Дзимботё находятся резиденции ряда компаний, в частности, книготорговой сети Токио-до Сотэн.
Дзимботё формально именуется (в адресах и т. д.) «Канда-Дзимботё» (яп. 神田神保町), и является частью района Канда.

## История
Квартал Дзимботё назван в честь самурая Нагахару Дзимбо, который жил в этом районе в конце 17-го века.
В 1913 году большой пожар уничтожил большую часть квартала. После пожара, профессор университета Сигэо Иванами открыл в Дзимботё книжный магазин, который впоследствии вырос в издательский дом Iwanami Shoten, Publishers. Со временем квартал Дзимботё стал популярным среди студентов и интеллигенции, в нём открылось много книжных магазинов и кафе.
Муниципальные власти специального района Тиёда в начале 2000-х приняли проект реконструкции Дзимботё, согласно которому в квартале к 2003 было построено три высотных офисных здания, что способствовало развитию экономики квартала. В 2007 году было завершено строительство театра Дзимботё — культурного комплекса, включающего театр, кинотеатр и репетиционную зону.